# Oxyothespis pellucida
Oxyothespis pellucida es una especie de mantis de la familia Mantidae.

## Distribución geográfica
Se encuentra en Kenia.